# Lampenschirm

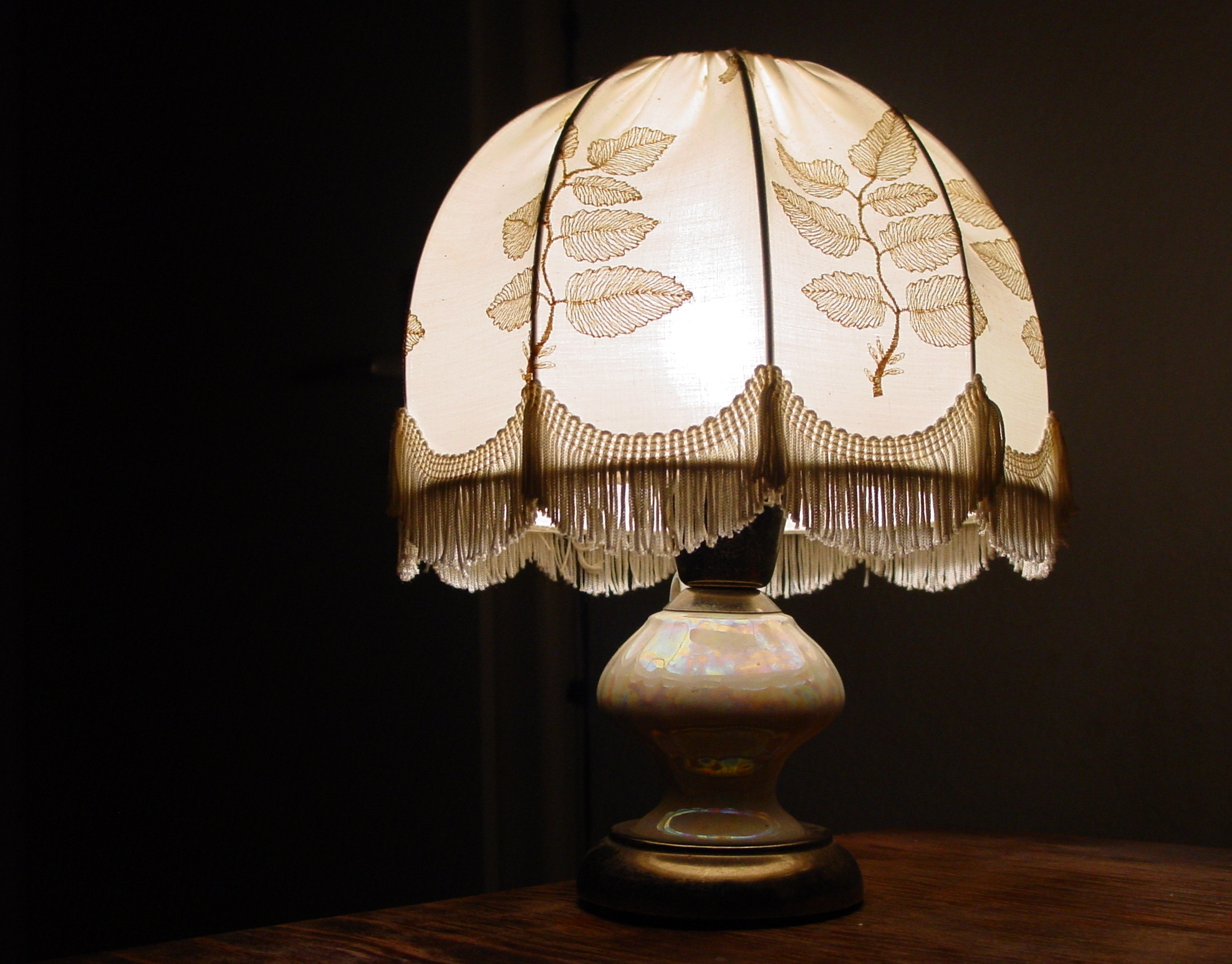
Leuchte mit Lampenschirm

Der Lampenschirm (ⓘ) ist eine an einer Leuchte (in Alltagssprache Lampe) angebrachte Vorrichtung, die verschiedenen Zwecken dient:
1. das für das Auge allzu starke Licht abzublenden,
2. das Licht auf bestimmte Bereiche zu konzentrieren, z. B. den Lesebereich im Wohnzimmer,
3. den Einfluss der Strahlungswärme der Lampen zu verringern,
4. vorherrschende Farben einer Lichtquelle auszugleichen,
5. Atmosphäre im Raum zu schaffen und
6. auch bei nicht leuchtender Lampe dekorativ zu wirken.

## Verwendung, Beschreibung
Lampenschirme werden in der modernen Architektur als Lichtobjekt eingesetzt und als Leuchtkörper, der dem Raum eine angenehme Atmosphäre gibt. 
Für einen Lampenschirm können fast alle Materialien und Formen verwendet werden: Stoffe, Lackschichten, Pergament, Papier, Kunststoffe etc. Inzwischen gibt es auch spezielle Glasfasergewebe, die schwer entflammbar sind und z. B. auf Flughäfen eingesetzt werden. 
Der Phantasie der Formen sind kaum Grenzen gesetzt: kubische Formen, Zylinder, zusammengesetzte Formen aus verschiedenen Schirmen.
Um den erstgenannten Zweck zu erreichen, werden glocken-, teller- oder trichterförmige Lampenschirme aus mattgeschliffenem Glas (früher Pariser Lampenschirm genannt), Milchglas, Glimmer, Papier, Textilstoffen oder auch gewickelter Sisalschnur genutzt. 
Für den zweitgenannten Zweck werden Lampenschirme insbesondere in Arbeitsbereichen von Büros, Werkstätten und Fabriken eingesetzt. Auch bei Blendlaternen und Scheinwerfern sind funktionell gestaltete Schirme üblich. 
Aus Schirmglas hergestellte Lampenschirme mindern die Auswirkungen der von den Lampen ausgestrahlten Wärme und zwar, ohne das Licht merkbar zu schwächen. 
Da das Auge farbiges Licht unterschiedlich gut verträgt, müssen in farbigem Licht strahlende Lichtquellen mit einem geeigneten Lampenschirm umgeben sein, um „warmes“ Licht zu erzeugen. Im Allgemeinen dienen dazu Schirme in den jeweiligen Komplementärfarben.

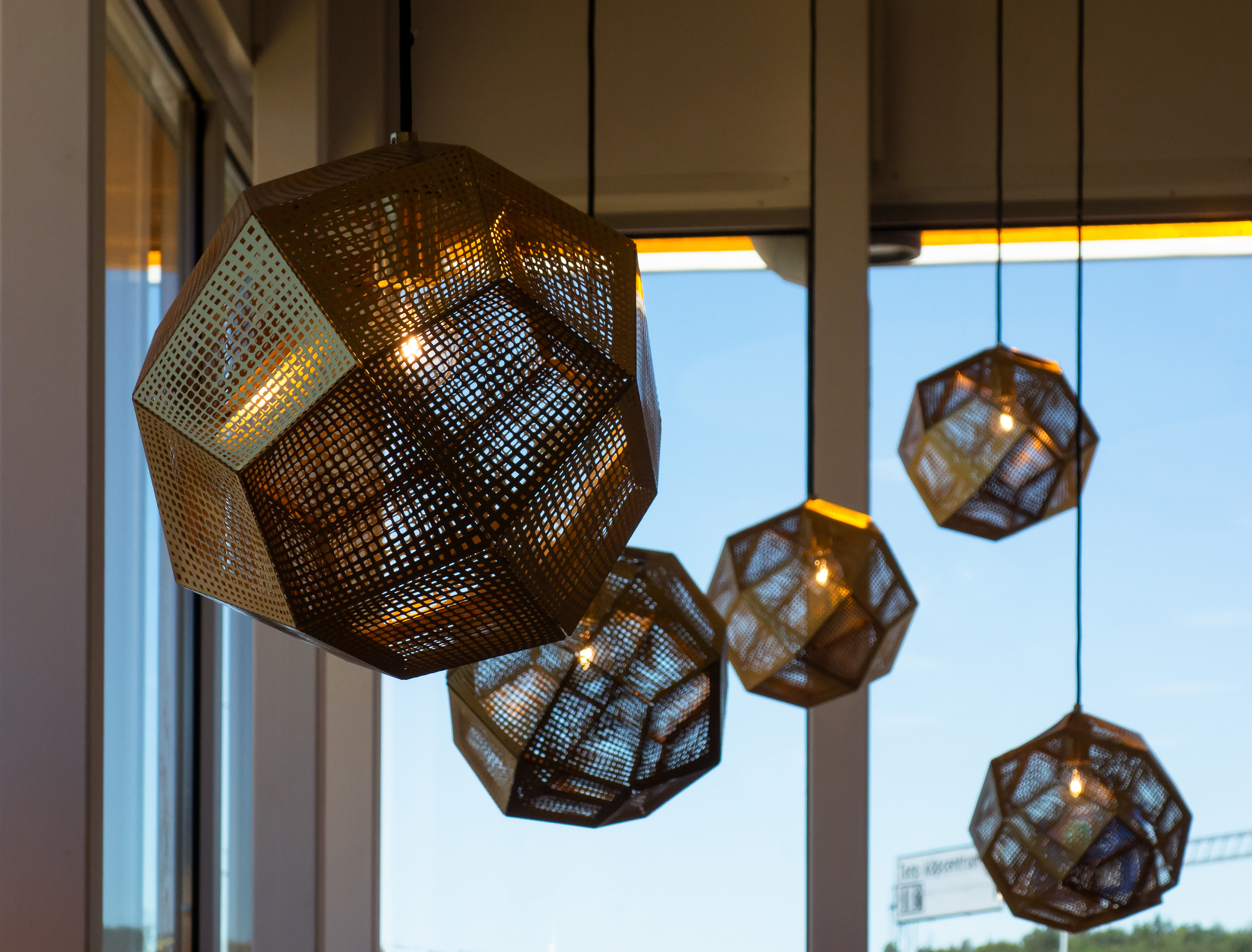
Metallgitter-Lampenschirme aus Schweden

## Herstellung
Die Herstellung von Lampenschirmen begann schon vor vielen Jahrzehnten. Zuerst waren es individuell gefertigte Einzelstücke, dann entstanden „Lampenschirm-Werkstätten“, die in größeren Stückzahlen solche Schirme herstellen konnten. In Berlin-Kreuzberg gründete Günther Wicher im Jahr 1964 eine solche Werkstatt, die zunächst nur Handelseinrichtungen belieferte. 20 Jahre später eröffnete Wicher auch einen Laden mit Werkstatt in Steglitz, der mittlerweile (Stand 2024) als die älteste in der Berliner Handwerkerrolle eingetragene Lampenschirm-Manufaktur gilt. Diese zog in der Folge mehrfach um – zunächst nach Halensee in die Nähe zum Kurfürstendamm und 1984 nach Steglitz. Zu den Auftraggebern von Wicher zählten beispielsweise das KaDeWe, das Grill Royale (auch für deren Niederlassung in Hamburg), der Betreiber des Schlosses Babelsberg. Die Verkaufswerkstatt wird seit dem Jahr 2023 von der Tochter des Gründers, Nina-Olivia Wicher, weitergeführt, die zuvor als Modedesignerin für bekannte Luxusmarken gearbeitet hat. Ihre Schwerpunkte in Berlin sind nun wieder individuell gestaltete Schirme, die Restaurierung von Lampenschirmen in kulturellen Einrichtungen oder Sonderanfertigungen. Zu Letzterem zählen der bisher größte Lampenschirm mit einem Durchmesser von drei Metern, den Nina-Olivia Wicher für die Deutsche Telekom hergestellt hat sowie ein Lampenschirm für eine Elefantenskulptur, die die Kunstsammlerin Julia Stoschek geordert hat.